# Pákh Imre
Pákh Imre (Munkács, 1950. június 28. –) magyar származású amerikai műgyűjtő, üzletember.

## Élete
Pákh 1950-ben született Munkácson, amely akkor a Szovjetunió része volt. Apja, Pákh Sándor, aki az 1930-as években a Rongyos Gárda tagja volt és Kárpátalja visszafoglalása után vitézzé avatták, a Gulagon raboskodott, később sírkövességgel foglalkozott; anyja főkönyvelő volt. Pákh Sándort egyesek a rendszerváltás után a szélsőjobboldalii hungarista mozgalmakhoz kötötték. "A Hungarista Magyar Hírszolgálat egykori vezetője, Szemenyei-Kiss Tamás egy 2003-as interjúban, amiben Pákh Imre apját, Pákh Sándort nevezte meg a magyarországi hungarista mozgalom pénzes nagybácsijaként, külön is említette az Európa-Ltd.-t mint fedőcéget." - áll az egyik újságcikkben  A szélsőjobboldali csoportok kapcsolatban álltak az orosz hírszerzéssel
Pákh Imre 1972-től Leningrádban tanult arab nyelvi szakon. 1973-ban itt ismerkedett meg későbbi, amerikai származású feleségével, aki a Bank of New York kelet-európai üzletekért felelős alelnöke lett. Nem sokkal később Magyarországra költözhetett, de innen 1974-ben távoznia kellett, és kivándorolt az Egyesült Államokba.
1979-ben közgazdász diplomát szerzett a New York Egyetemen. Egy ideig alkalmazottként dolgozott egy áruházláncnál, illetve egy nyersanyagokkal kereskedő cégnél, majd a nyolcvanas évek elején egy társával külkereskedelmi céget alapított, amely Kelet-Európából vásárolt fémeket és műtrágyát. Több mint 17 év után feleségétől elvált, de Pákh még felesége új családjával is jóban volt. 1994 óta élettársa a nála fiatalabb, orosz származású német manöken, Nelly, aki a világ legnagyobb divatházaival dolgozott. Üzletrészét 2000-ben eladta, azóta befektetésekkel és műgyűjtéssel foglalkozik.
"A Munkácsy-képe miatt az állammal vitában álló Pákh Imre és egykori üzlettársa, a 168 óra és a Klubrádió hátterébe sejtett Alexander Rovt a kilencvenes években ipari mennyiségű műtrágyát lopott az ogyesszai kikötőből, cserébe pedig lefizették Pavel Lazarenko akkori, illetve a vele együtt dolgozó Julija Timosenko későbbi ukrán miniszterelnököt – ezt állítja egy amerikai vállalat." - írja az egyik internetes portál. Vegyipari üzletrészét Pákh eladta Rovtnak, akitől aztán az ismert orosz maffiózóhoz, Szemjon Judkovics Mogiljevicshez köthető Dimitrij Firtasz vásárolta meg a céget.
2007-ben mecénása és igazgatósági tagja lett az IRM Magyarország Nemzetközi Biotechnológiai és Őssejt Központ Zrt.-nek, amely Kaposvárra hozta Julij Baltajtis ukrajnai származású amerikai professzor Barbadoson bezárt őssejtlaborját. A magánklinika őssejtkezeléseket végzett általában 25 ezer dollár vagy 5 millió forint ellenében. 2009-ben a Nemzeti Nyomozó Iroda a klinikával kapcsolatban nyomozást indított emberi test tiltott felhasználása gyanújával, majd végül 2012-ben jelentős kárt okozó, üzletszerűen elkövetett csalás bűntette miatt emeltek vádat 9 ember, köztük Pákh Imre ellen. A 2015 áprilisában meghozott elsőfokú ítélet Pákh Imrét felfüggesztett szabadságvesztésre ítélte, és 10 millió forint büntetéssel sújtotta.
2008-ban a Pákh Sándor Alapítvány kezdeményezésére, Pákh Imre finanszírozásában újból felállították a munkácsi turulszobrot. A szobrot 2022-ben az ukrán hatóságok eltávolították:" A levétel időzítésében kulcsszerepet játszott Viktor Baloha. A térség parlamenti képviselője a Telexnek elmondta: politikai döntés született, jelezve, hogy a magyar kormány állásfoglalása az Oroszország által Ukrajna ellen indított háborúban mélypontra vitte a két ország korábbi években sem problémamentes kapcsolatát." 
Az Egyesült Államok Szenátusának titkosszolgálati bizottsága jelentése szerint, amely a 2016-os amerikai választásokba való orosz beavatkozást vizsgálta, Pákh Imre kapcsolatban állt az orosz szervezett bűnözéssel.  

## Politikai kapcsolatai
Családja jó viszonyban volt Torgyán József szüleivel, a  rendszerváltás után Pákh a politikus tanácsadója lett, és támogatta a kisgazdák könyv- és lapkiadási projektjeit. 2000-ben a Holland Antillákon nyaraltak együtt, amit Pákh Imre finanszírozott.
Vass Lajos szocialista politikust 2005-ben ismerte meg, majd támogatta őt a 2006-os polgármesterválasztáson. Vasst meghívta alapítványának kuratóriumába, Vass pedig a Magyar Állami Operaházban, majd egy, az Opera kezelésében lévő irodában biztosított helyet az alapítvány működésére.
Az alapítványt 2011-ig L. Simon László, a kulturális bizottság akkori fideszes elnöke vezette, azóta Rákay Philip látja el az elnöki tisztet.
Pákh Imre a Vitézi Rend helyettes főkaptánya és USA törzskapitánya. A Vitézi Rend szoros kapcsolatot ápol a szélsőjobboldali oroszbarát Mi Hazánk Mozgalommal.

## Műgyűjtőként

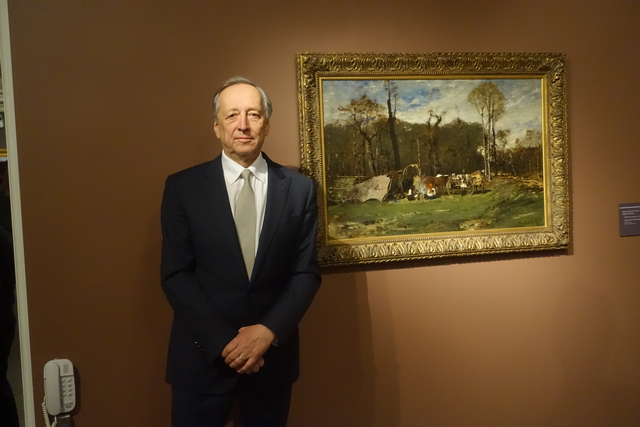
Pákh Imre Munkácsy Mihály Cigányok az erdőszélen c. festménye előtt

Pákh Imre 1994 óta gyűjti Munkácsy Mihály műveit. 2021 közepéről származó adat szerint 70 Munkácsy-festmény, illetve 50 Munkácsy-grafika van a birtokában; ezek közül többet különböző magyarországi múzeumokban állítottak ki a hozzájárulásával. 2009 februárjában létrehozta a Munkácsy Mihály Alapítványt, amelynek ő az elnöke, a kuratóriumában többek között Vizi E. Szilveszter, Pálinkás József, Vass Lajos, Alföldi Róbert, Baán László, Bölcskei Gusztáv, Kiss-Rigó László és Makray Katalin foglaltak helyet.
Az alapítvány célja egy Munkácsy kulturális központ létrehozása, Munkácsy hagyatékának, magánlevelezésének feldolgozása és a lehető legteljesebb közkinccsé tétele, egy Munkácsy-monográfia kiadása, Munkácsy-képek felkutatása és bemutatása, kiállítások szervezése, valamint fiatal kortárs művészek támogatása. Az alapítvány 2012-es beszámolója szerint 2011-ben 394 ezer forintos nyereséggel zárt, a következő évben viszont tízmilliós veszteséget ért el.
2012. november 12-én, egy üzleti vita során, meggyilkolták a Munkácsy Alapítvány ügyvezetőjét, a Magyar Asztalitenisz Szövetség alelnökét Marschalek Ákost.
2018. április 23 - július 29-e között Munkácsy-kiállítást szerveztek a szentpétervári Ermitázs Múzeumban. A tárlatot egymillióan tekintették meg. A képek részben Pákh Imre magángyűjteményéből származtak.
Pákh Imre és felesége finanszírozta Munkácsy síremlékének teljes körű felújítását 2023-ban.

## Sportvezetőként
2011 májusától 2013 áprilisáig a Magyar Asztalitenisz-szövetség elnöke volt.

## Kitüntetései
- Debrecen mecénása (2004)[15]
- Parlamenti Aranyérem (2006)
- A Magyar Köztársaság Érdemrendjének tisztikeresztje (2006)
- Ukrán Nagykereszt (2008)
- Munkács díszpolgára (2009)[29]

## Kötetei
- Mindenki munkácsi egy kicsit. Pákh Imre műgyűjtővel beszélget Benkei Ildikó; Kairosz, Bp., 2012 (Magyarnak lenni)